# Кленовець
Кленове́ць — село в Кольчинській селищній громаді Мукачівського району Закарпатської області України.
Інші назви: 1851: Fridrichsdorf, 1863: Frigyesfalva, 1873: Frigyesfalva, Friedrichsdorf, Klenufci,1877: Frigyesfalva, Friedrichsdorf, Klenuvci, 1882: Frigyesfalva, Friedrichsdorf, Klenuvci, 1913: Frigyesfalva, 1925: Fridešovo, 1930: Fridĕšovo, 1944: Frigyesfalva, Кленовцы, 1983: Кленовець, Кленовец
Згадка про село є в документах XVII століття.
Поблизу знаходиться штучне озеро.

## Присілки
Нижня Визниця
Нижня Визниця - колишнє село в Україні, в Закарпатській області.
Обєднане з селом Кленовець рішенням облвиконкому Закарпатської області №155 від 15.04.1967
Перша згадка 1484: Wyznycze (CSÁNKI 1: 420), 1530: Alſo wznÿtza (Conscr. Port.), 1533: Alſso Wÿznitze (uo.), 1542: Alſo wyznytze (uo.), 1543: Alſo wiznicze (uo.), 1550: Alſo Wÿſnÿcza (uo.), 1570: Also Viznicze (uo.), 1645: Also Visnicze (MAKKAI 369), 1808: Viznicze (Alsó-), Dolnj-Wyznica (LIPSZKY: Rep. 741), 1851: Viznicze (Alsó) (FÉNYES 4: 310), 1864/65: Alsó Vizsnitza (PESTY 433), 1913: Alsóviznice (Hnt.), 1925: Viţnice Niţní, 1930: Viznice Niţni (ComBer. 121), 1944: Alsóviznice, Нижня Вызниця (Hnt.), 1946: Нижня Визниця (ZO). 
До 1728 р. розрізняли три Визниці – Верхню, Середню і Нижню, і в усіх трьох служили руські священики.

Облаз
Облаз - колишнє село в Україні, в Закарпатській області. 
Обєднане з селом Кленовець
Згадки: 1570: Obláz, 1600: Oblaz, 1630: Oblaz, 1645: Oblas, 1881: Obláz.

Новий Кленовець
Новий Кленовець - колишнє село в Україні, в Закарпатській області.
Обєднане з селом Кленовець
Згадки: 1827: Colonia, 1864/65: Újklenótzi, 1873: Klenóc (Új-), 1888: Uj-Klenócz, 1913: Nyárasdomb, 1925: Nové Klenovce, Klenovci, Klenovco, 1930: Klenovec Nový, 1944: Újklenóc, Новый Кленовецъ
Перші словаки із словацького села Кленовець поселились біля Фрідєшова в 1827 році і назвали поселення Новий Кленовець. Вони збудували євангелістський храм, фару, школу. Сильна буря зруйнувала пів села і церкву. Люди спорудили новий кам'яний храм Святого Михайла, що був освячений у 1896 році. Після другої світової війни словаки не схотіли миритися з більшовицьким режимом і понад тисячу чоловік виїхали в Словаччину. Храм у 1949 році перетворили на склад місцевого колгоспу, а вежу розібрали.
У 1990 році селяни відремонтували колишній євангелістський костел,зробили новий іконостас, на новій вежі встановили три дзвони. У 1991 році храм освятили.

## Храм
Храм греко-католицької парафії Святого Архистратига Михаїла.
У 1692 р. згадують церковну ділянку, виділену поміщиками. У 1765 р. Нижня Визниця була філією Середньої Визниці.
Найдавніша церква стояла в урочищі Цільбовиця. Стара дерев’яна церква св. Михайла з бароковим завершенням вежі стояла в селі щонайменше 5 років після зведення в 1920 – 1923 р. нової кам’яної церкви, освяченої 1925 р. Дерево з розібраної церкви продали на господарські потреби.
Іконостас не зберігся, ікони розійшлися між людьми. На думку В. Залозецького, який ще в 1922 р. ратував за збереження церкви, споруда була цікава тим, що утворювала ніби перехідний тип між бароковою церквою і готичним храмом. Зберігся кам’яний хрест роботи майстра А. Яворського з Мішкольца, що був поставлений ще перед дерев’яною церквою 30 червня 1906 р.
За розповіддю куратора і дяка Василя Іваника (1918 р.н.), ініціатором та душею будівництва мурованої церкви був його батько, тодішній куратор Михайло Іваник. Частину ділянки дав для церкви Іван Русин. План церкви виконав шелестівський парох Юлій Данкулинець, що переслуговував у Нижній Визниці.
Вести будівництво взялися будівельники з Підгорода, очолювані Михайлом Білаком та Воробком. Коли стіни вимурували по вікна, М. Іваник покинув будівництво, піддавшись православним настроям, але незабаром його вдалося вмовити продовжити роботу. Будівельники відступили від плану, і завершення вежі вийшло нижчим на 1 м та менш вибагливо профільованим. Дерев’яний верх клали інші майстри, а бляхою вкрив дахи бляхар Манов.
Коли церква була готова, М. Білак пропонував встановити на стіні пам’ятку з датами та іменами причетних до спорудження церкви, але М. Іваник не погодився, і тоді на фасаді вивели лише роки спорудження та великий православний хрест з поваги до православних настроїв М. Іваника.
Новий іконостас вирізьбив майстер Ілля Винар з Підгорян з помічниками братами Когутичами з Ракошина.
На перших порах стіни в інтер’єрі було лише побілено, а малювання виконав у 1953 – 1954 роках художник Д. Мешко.

## Населення
Згідно з переписом УРСР 1989 року чисельність наявного населення села становила 1285 осіб, з яких 634 чоловіки та 651 жінка.
За переписом населення України 2001 року в селі мешкало 1286 осіб.

### Мова
Розподіл населення за рідною мовою за даними перепису 2001 року:
| Мова       | Відсоток |
| ---------- | -------- |
| українська | 98,29 %  |
| російська  | 0,93 %   |
| словацька  | 0,54 %   |
| німецька   | 0,16 %   |

## Туристичні місця
- штучне озеро
- Храм греко-католицької парафії Святого Архистратига Михаїла